# Iphibracon flavovariegatus
Iphibracon flavovariegatus är en stekelart som beskrevs av Van Achterberg och Sigwalt 1987. Iphibracon flavovariegatus ingår i släktet Iphibracon och familjen bracksteklar. Inga underarter finns listade i Catalogue of Life.